# NGC 365
NGC 365 is een balkspiraalstelsel in het sterrenbeeld Beeldhouwer. Het hemelobject ligt ongeveer 418 miljoen lichtjaar van de Aarde verwijderd en werd op 25 september 1834 ontdekt door de Britse astronoom John Herschel.

## Synoniemen
- PGC 3822
- ESO 352-1
- MCG -6-3-17
- IRAS01019-3523